# Lettera a Francesco Vettori
La lettera a Francesco Vettori è una missiva indirizzata da Niccolò Machiavelli al suo amico Francesco Vettori, ambasciatore fiorentino presso la corte romana di papa Leone X. Datata 10 dicembre 1513, la lettera fu scritta durante il periodo d'esilio da lui trascorso all'Albergaccio, la casa di campagna che egli possedeva a Sant'Andrea in Percussina, località presso San Casciano in Val di Pesa. Nella lettera, l'autore si propone di descrivere e raccontare all'amico il modo in cui trascorre le proprie giornate e in essa annuncia l'imminente pubblicazione di un nuovo trattato, il De Principatibus, che sarebbe divenuto la sua opera più celebre (ora più conosciuto come Il Principe), uno scritto che ha intenzione di dedicare alla famiglia De Medici, allo scopo di ritornare a essere protagonista della vita politica fiorentina.

## Introduzione
Dopo aver ringraziato l'amico della risposta alla precedente lettera, giuntagli dopo un lasso di tempo più lungo del previsto, l'autore espone tre affermazioni: 
- Una riguardo all'argomento della lettera, che, com'egli spiega, presenterà una descrizione della sua giornata.
- Una a dimostrazione del “pessimismo antropologico” .
- Una riguardo alla fortuna, che non va contrastata nei momenti in cui agisce, essendo necessario attendere i momenti in cui lascerà più spazio alla virtù dell'uomo (come affermerà anche nel cap. XXV de Il Principe).

Machiavelli risulta in questo passo pessimista sulla propria condizione, “per il momento” impossibile da riscattare. In essa non può contare sull'aiuto dell'uomo, da sempre visto come ontologicamente malvagio.

### La caccia ai tordi
In campagna, Machiavelli si è dovuto adattare alla vita della gente del luogo: per tutto il mese di novembre si è cimentato con la caccia ai tordi, compiuta con la pania (una sostanza vischiosa spalmata sui rami per catturare gli uccelli). 
In questo passo, Machiavelli sottolinea la noia della sua vita confinata nei campi.

## Descrizione della giornata
La giornata dell'autore si divide nettamente in due parti. Durante il giorno, mescolandosi con la plebaglia locale e immedesimandosi con essa, diventa anch'egli uomo di poco conto. Alla sera, rielaborando le esperienze del giorno e rivolgendosi ai propri amati classici, getta le basi per l'opera politica che sta concependo. Si realizza, in questo modo, una sorta di rituale, che lo vede "spogliarsi" degli abiti mondani indossati durante il giorno per passare a quelli curiali e nobili adatti a una lettura colta e umanistica.

### Dal mattino al tardo pomeriggio
- Si reca nel bosco di proprietà, dove passa il tempo con alcuni taglialegna, con i quali nascono spesso dispute riguardo a vili questioni economiche e di traffico di legna. Machiavelli controlla attentamente il loro operato.
- Recandosi a una fonte, porta con sé un libro di Dante, Petrarca o dei poeti elegiaci latini, come Tibullo e Ovidio, che presentano in veste celata quello che avverrà dopo nell'arco della giornata. Indicano in qualche modo che l'autore non si trova nei boschi, insieme alla plebe, quale effetto del caso, ma per arricchire la propria “esperienza di vita”, che lo aiuta alla redazione dell'opera a cui si sta dedicando.
- Si reca all’osteria del villaggio, dove si intrattiene in chiacchiere e consuma un pasto frugale, adeguato alla propria condizione economica.
- Passa il pomeriggio a giocare a carte e a dadi con la gente del posto. Sono momenti in cui si immedesima completamente nel carattere dei giocatori d'azzardo, diventando anche lui canaglia e uomo scorretto, per il solo guadagno di qualche soldo. In questa parte della lettera, lo stile si adatta alla situazione descritta, con una prevalenza di termini popolari ed espressioni della lingua parlata. Incontra persone di varia specie, delle quali studia i comportamenti per arricchire la sua visione della realtà. Si è voluto vedere in questo giocare a carte una riproduzione in piccola scala della vita politica, in cui Machiavelli, attraverso tattica e strategia, talvolta scorretta, cerca di guadagnare qualcosa. Al contrario del vero ambiente politico, l'autore si trova davanti dei "pidocchi", ovvero dei parassiti, non certo degni della sua intelligenza politica.

A questo punto fa una riflessione riguardo all'attuale condizione di vita, dal mattino al calar del sole. Essa, come già detto, potrebbe ingannare ed essere vista come una vile resa davanti alle avversità della vita. Machiavelli, abituato ad alti incarichi nella vita politica del suo tempo, è infatti costretto a passare le proprie giornate in un'osteria di basso livello.
Ma la sua, in realtà, è una sfida contro la sorte, che, vedendolo ridotto in una condizione così misera, non si aspetta che un giorno egli potrà riscattarsi, ritornando al posto che a lui spetta (va detto che non vedrà mai esaudita questa sua aspirazione; infatti, non sarebbe mai più riuscito a tornare ai fasti dei precedenti incarichi politici e avrebbe trascorso tutto il resto della sua esistenza in quella condizione di "esilio", fino alla morte). Ciò che l'autore vuole creare è un effetto di contrasto, dove il proprio ruolo non è passivo, bensì attivo.
Nelle azioni di basso livello è sempre attiva la riflessione di uno scrittore che sa cogliere dalla realtà più bassa, le caratteristiche dell'uomo su cui deve elaborare teorie alte e universali.

### Alla sera
Alla sera rientra in casa e, raccolto nel proprio intimo, riordina le idee riguardo a cosa ha potuto imparare durante la giornata, prendendo però le distanze dal mondo volgare e “fangoso” nel quale è rimasto “invischiato” per tutto il dì. Per contro, si dedica allo studio dei propri classici, e nello specifico degli storici e dei filosofi del passato, che trattano temi di politica e governo, quindi per lui utili alla redazione dell'opera che sta progettando, Il Principe.
Anche da essi cerca di trarre l'”esperienza” per ricavare le leggi che determinano il funzionamento della vita politica odierna. Secondo l'autore, infatti, si può cercare ovunque, indipendentemente dal rango sociale o dal periodo storico, perché l'uomo non cambia le proprie attitudini, rimanendo costante nel tempo. Così come si è immedesimato nei “pidocchi” dell'osteria durante la giornata, così si “trasferisce” negli autori aulici durante la serata.
Del cambiamento della caratterizzazione dell'autore nell'arco della giornata è anche testimone la lingua, che si arricchisce, diventando, da popolare e volgare, colta e ricca di latinismi, adatta a trattare argomenti più elevati. L'autore sa adattare lo stile agli argomenti trattati. Anche nel Principe, trattatello di scopo didattico, utilizza a tal proposito un linguaggio pragmatico, ricco di sillogismi, deduzioni lineari, e poco attento all'eleganza dello stile. 
Si rivela in maniera totalmente esplicita il carattere umanista dell'autore, studioso delle humanae litterae, ma anche uomo che sa studiare, in aggiunta, la realtà che lo circonda, raggiungendo una visione completa.
Machiavelli si trasferisce in un'altra dimensione, immune dagli svantaggi della vita attuale, proiettata nel passato della gloria degli antichi.

#### Il Principe
Il frutto di questi studi serali è un breve scritto “sui principati”, afferma Machiavelli. In questo suo opuscolo tratta i modi in cui essi si possono suddividere, su come si acquisiscono e su come eventualmente si perdono. Machiavelli spera che questo suo “ghiribizzo”, come lo chiama lui, possa venire gradito al principe, cioè Giuliano de’ Medici, primo e originale destinatario dell’opera (“io lo indirizzo alla Magnificenza di Giuliano”). 
Machiavelli è propenso a presentare l’opuscolo ai Medici, perché mosso dal desiderio di tornare in azione (ma anche dalla necessità economica). È orgoglioso della sua operetta e consapevole del suo valore, frutto di quindici anni di esercizio del governo. 

## Riflessione sulla propria condizione
Nella sequenza successiva Machiavelli si presenta come osservatore freddo e razionale della realtà effettiva che lo circonda e lo costringe in una situazione di degrado rispetto al proprio glorioso passato. Nonostante la sua intenzione sia quella di recarsi a Roma, non può, in quanto cause di forza maggiore lo danneggerebbero più di quanto non lo è adesso nel proprio esilio.
Il freddo ragionamento si scioglie soltanto in una frase che indica la volontà di rimettersi al servizio della famiglia dei Medici, anche ripartendo da zero, per ripristinare pian piano il proprio valore, dimostrandolo sul campo. 
Il primo modo di dimostrarlo è, appunto, inviare questo trattato, dedicato a Giuliano de' Medici, per mostrare a lui e a tutta la sua famiglia come amministrare uno stato, ma, soprattutto, dimostri che il periodo passato in esilio è stato produttivo e non sprecato. Ogni momento della sua esistenza, anche il più futile, è stato indirizzato alla realizzazione di un piano per un riscatto sociale e personale, al quale Machiavelli, da uomo attivo, non può sottrarsi.